# هنجارهای مرتنی
هنجارهای مرتنی (به انگلیسی: Mertonian norms) به مجموعه قوانینی گفته می‌شود که در سال ۱۹۴۲ توسط رابرت کی. مرتن به‌منظور توصیف مشخصات علم مدرن در نظر گرفته شده‌است. او چهار مجموعه کلی برای این منظور ارایه کرد که عبارت‌اند از: عدم انحصار(Communism)، جهان‌شمولی (Universalism)، عدم تمایل (Disinterestedness) و شک‌گرایی مدون (Organized skepticism).

## چهار هنجار مرتن
چهار هنجار مرتن را می‌توان به صورت زیر بیان کرد: 
- کمونیسم: همه دانشمندان برای ارتقای همکاری باید دارای مالکیت عمومی نسبت به محصولات علمی (مالکیت معنوی) داشته باشند. رازداری در جهت مقابل این قاعده‌است.[۱]
- جهان‌شمولی: اعتبار علمی مستقل از وضعیت اجتماعی- سیاسی و ویژگی‌های شخصی شرکت کنندگان است.[۱]
- عدم تمایل: موسسات علمی به‌جای منافع شخصی افراد در درون مؤسسه، در راستای نفع عمومی دستاوردهای علمی عمل کنند.
- شک‌گرایی مدون: ادعاهای علمی پیش از پذیرش باید هم در روش‌شناسی و هم در نحوه عمل مؤسسه مربوط، در معرض تفکر انتقادی قرار گیرند.[۱]